# ファブリシオ・フエンテス
ファブリシオ・ファビオ・フエンテス（Fabricio Fabio Fuentes、1976年10月13日 - ）は、アルゼンチン・コルドバ州リオ・クアルト出身の元サッカー選手。ポジションはディフェンダー (CB)。

## 経歴
ニューウェルズ・オールドボーイズで1997年にデビュー。翌シーズンには2部リーグのキルメスACへと放出されるが、 シーズン終了後にニューウェルズに復帰を果たす。2001年にはセルタ・デ・ビーゴへの移籍が噂される中CAベレス・サルスフィエルドへと移籍。2001年後期リーグでの活躍により最優秀選手と評された。2003年、フランス・EAギャンガンへと移籍するが、初の国外挑戦は失敗に終わる。ベレス復帰後は再びチームの主力となり、2005年後期リーグでは7年ぶりの優勝に貢献。翌シーズンはメキシコのCFアトラスへ移籍。アトラスではキャプテンを任されチーム内外でリーダーシップを発揮した。2006年、スペインのビジャレアルCFに移籍。ベレスでの優勝メンバーでもあるレアンドロ・ソモサと再びチームメートとなった。レギュラーとしてパスカル・シガンと組み、スピード不足の指摘を黙らせる安定した守備を見せた。2006-07シーズンのジムナスティック・タラゴナ戦や2008-09シーズンのアウェーでのバレンシアダービーなどでヘディングで得点を決めている。2007年6月、リーグ最終戦のセビージャFC戦で得点し、UEFAカップ出場権獲得を決める勝利に貢献した。2008年1月、コパ・デル・レイのレクレアティーボ・ウエルバ戦直前に膝十字靭帯を損傷し、全治6ヶ月と診断された。2010年1月4日、古巣のCFアトラスに完全移籍した。
2005年3月9日のメキシコ戦で代表デビューした。現在までに出場はこの1試合だけである。

## タイトル
- CAベレス・サルスフィエルド
  - アルゼンチン後期リーグ- 優勝（2005年）